# دانگ
دنگ واحد تقسیم زمین، ملک، و اشیاء تحت تملک است. این واحد تقسیم ناظر بر کل ملک یا کوچک‌ترین جزءملک است، یعنی وقتی می‌گوییم من مالک یک دنگ از شش دنگ یک خانه و متعلقات آن هستم یعنی مالک کوچک‌ترین اجزاء خانه (یک ششم از کل یک اتاق گرفته تا یک ششم از یک دانه آجر)
مرسوم است هر دنگ را به ۱۲ قسمت تقسیم میکنند که برابر با ۱ حبه می‌باشد به این معنی که یک ملک ۶ دنگ دارای ۷۲ حبه می‌باشد و ِلذا سهم با حبه برابر نیست